# Industriefeuerwehr Regio Basel
Die Industriefeuerwehr Regio Basel AG kurz IFRB ist eine gemeinnützige Schweizer Aktiengesellschaft mit Sitz in Basel. Laut Statuten betreibt die Gesellschaft die Betriebsfeuerwehren der Werke Novartis und Syngenta in Stein. Laut Schweizer Definition handelt es sich bei den Feuerwehren der Standorte um Berufsfeuerwehren und die Industriefeuerwehr Regio Basel AG ist Mitglied der Vereinigung Schweizerischer Berufsfeuerwehren. Die Industriefeuerwehr Regio Basel AG beschäftigt 65 hauptamtliche Mitarbeiter, von denen 44 im Einsatzdienst beschäftigt sind. Ausserdem werden 16 Alarmzentralisten beschäftigt, zwei Einsatzleiter und 3 Personen in der Verwaltung. Verstärkt werden die hauptamtlichen Kräfte durch Angehörige der Miliz. Insgesamt stehen 190 Milizfeuerwehrangehörige im Dienste der Industriefeuerwehr Regio Basel AG. Die Industriefeuerwehr Regio Basel AG wurde 2016 gegründet durch Auslagerung der Betriebsfeuerwehr Novartis. Die Gesellschaft ist auch im Rettungsdienst tätig in enger Zusammenarbeit mit dem werkseigenen arbeitsmedizinischen Dienst. Die Industriefeuerwehr Regio Basel AG ist aufgeteilt in mehrere Gruppen. Es sind dies die Journalgruppe, die Sanitätsgruppe, der Atemschutz, die Lüftergruppe, die Maschinisten, die Elektrogruppe, die Pharmagruppe und die Absturzsicherungsgruppe.
Die Industriefeuerwehr Regio Basel AG ist auch für andere Unternehmen tätig z. B. für BASF, Valorec und Huntsman und unterstützt die Feuerwehren der Kantone Aargau, Basel-Landschaft und Basel-Stadt. So stellt die Industriefeuerwehr Regio Basel AG den ABC-Zug des Kantons Basel-Landschaft und stellt 15 Chemiefachberater. Der Messzug der Industriefeuerwehr Regio Basel ist ein integraler Bestandteil der Regiomessguppe. Auch betreibt sie den Einsatzleitwagen kurz ELW des Kantons. Industriefeuerwehr Regio Basel AG bringt den ELW im Einsatzfall an den Unglücksort und stellt den Betrieb sicher. Der Stabszug unterstützt den Einsatzleiter im Rahmen der Protokollführung, beim Erstellen der Lagekarte beim Vorbereiten von Rapporten. Auch ist sie für die Tanklageranlagen im Birsfelder Hafen und im Auhafen zuständig.